# Thorsten Flick
Thorsten Flick (Darmstadt, 22 agosto 1976) è un ex calciatore tedesco, di ruolo centrocampista.

## Carriera
Cominciò la sua carriera calcistica esordendo con la maglia dell'Eintracht Frankfurt nella stagione 1994-1995, durante la quale disputò anche alcuni minuti in un paio di gare di Coppa UEFA.
Il Napoli lo acquistò per la stagione 1998-1999, in cui gli azzurri militavano in serie B. Dopo sole 2 apparizioni in campionato (la prima da subentrato contro la Cremonese e la seconda da titolare contro il Cosenza), a fine stagione rientrò in Germania. Se si eccettua la stagione 2000-2001 al Debrecen VSC, ha poi militato nelle serie minori tedesche fino al termine della stagione 2007-2008, quando ha deciso di abbandonare il mondo del calcio.

## Palmarès

### Club

#### Competizioni nazionali
- Campionato tedesco di seconda divisione: 1

Eintracht Francoforte: 1997-1998